# Estigmene integra
Estigmene integra är en fjärilsart som beskrevs av Walker 1855. Estigmene integra ingår i släktet Estigmene och familjen björnspinnare. Inga underarter finns listade i Catalogue of Life.